# Blankwater
Blankwater is een natuurontwikkelingsgebied ten zuidoosten van Boukoul, in Nederlands Limburg in de gemeente Roermond.
Het was vanouds een moerassig gebied, gelegen direct ten westen van de steilrand naar het Elmpter Wald, waardoor kwel optreedt. Later werd het ontwaterd en ontgonnen tot landbouwgebied. Sedert 1997 werden, naast de twee kleine plassen die er al waren, ook twee grote plassen aangelegd en werd voedselrijke grond afgeschraapt. Zo ontstond weer een biotoop voor onder meer amfibieën, zoals rugstreeppad en vinpootsalamander. Er huizen tal van watervogels en het gebied is rijk aan libellen, die bejaagd worden door de boomvalk.
In de winter zijn de plassen in gebruik als ijsbaan.